# Panificadora de Vigo
La Panificadora de Vigo es una antigua fábrica de pan, harinas y otros subproductos de la panificación, como piensos para animales y pastas alimenticias. Estuvo en actividad productiva entre 1924 y 1980. Se encuentra en el centro de la ciudad de Vigo, en el barrio de la Falperra; a media altura, entre el Monte del Castro y la ribera del Berbés. La construcción se caracteriza por el uso masivo de hormigón armado, una solución de ingeniería novedosa en su época.

## Historia

### Orígenes
La Panificadora de Vigo se inauguró el 26 de octubre de 1924. Obra del arquitecto Manuel Gómez Román y del ingeniero Otto Werner. Era propiedad de la Compañía Viguesa de Panificación S.A. (CVPSA), constituida en 1920 por varios empresarios panaderos. Hasta entonces la producción de pan en Vigo se hacía en pequeñas y medianas panaderías escasamente mecanizadas o incluso en el hogar.
La Panificadora suponía una decidida apuesta por la tecnología y la economía de escala. La mayor parte de la maquinaria se importó de Alemania (de la casa Werner und Pfleiderer), y el proyecto inicial se marcaba un horizonte productivo de 50 toneladas de pan diarias (mucho más del que consumía el conjunto de la ciudad en aquella época).

### Desenvolvimiento de infraestructuras
En origen la Panificadora solo tenía una sección de panificación automatizada. El edificio de panificación apenas ocupaba una séptima parte del terreno, estaba acompañado de una serie de obras y edificaciones auxiliares (talleres, garajes, pozo, báscula…) esparcidos a su alrededor.
A partir de 1926 Antonio Valcarce García quedó como único accionista mayoritario. En 1930, buscando un nuevo impulso, el edificio principal fue ampliado en varias plantas para acoger la sección de molición (ingeniería y maquinaria de la casa catalana Andrés Morro). Para soportar esta nueva actividad productiva también se hizo necesario la construcción de unos silos en la parte norte, y un almacén para los sacos de harina y salvados en la parte este.
Los silos, figura emblemática de la vista urbana del Vigo contemporáneo, pertenecen a dos etapas: una primera (terminada antes de 1931) formó 4 silos de sección circular rematados por un mirador; y una segunda (terminada antes de 1940) amplió con 6 más de sección ovalada. Ambos se construyeron en hormigón armado por encofrado, y están comunicados con el edificio principal por una pasarela y un túnel. El almacén de sacos también tienen una característica solución técnica: una cubierta inundable de hormigón armado, que junto a un sifón gigante, funcionaba como termorregulador para la mercancía.
Pan, harina, levadura y otros subproductos de la panificación eran luego distribuidos por camiones, de la propia empresa, para las localidades y buques del sur de la provincia de Pontevedra.
En 1958 y en 1962, en la cara oeste de la Panificadora, en el edificio de la calle Falperra,  se construye una fábrica de piensos, dotada con tecnología de Philips Duphar. En los bajos se habilitaron oficinas y comercios. El proyecto de las dos ampliaciones fue del arquitecto Antón Román Conde.

### Evolución empresarial
Los primeros años de la CVPSA, basados en su superioridad técnica y comercial, dieron grandes beneficios. Los años de la Segunda República ya no fueron tan buenos, en parte por las consecuencias de la Gran Depresión, pero sobre todo, porque muchos de los antiguos socios pasaron a ser competencia. La guerra civil implicó algunas pequeñas dificultades en el abastecimiento, pero la CVPSA y el Ejército Nacional llegaron enseguida a un acuerdo. En los años de posguerra la Panificadora perdió margen de beneficio, ya que el comercio de pan quedó estrictamente regulado, pero por la contra vio asegurado su mercado con la asignación de 30.000 cartillas de racionamiento, (cerca de los 150.000 consumidores, entre 40 y 50 toneladas de pan, cantidad que fue marcada como horizonte productivo).
En los años sesenta, con la paulatina superación de la posguerra, el pan perdió peso en la cesta de la compra. La Panificadora, cambió sus intereses comerciales e inversiones a otros subproductos del pan. Fue entonces cuando Pescanova, con su línea de pescado empanado y ultracongelado, se convirtió en su principal cliente.
En 1967, la CVPSA constituye la empresa Gallega de Nutrición Animal S.A. (GANASA), y después, continuando con la concentración vertical, participa en la formación de Productora Avícola del Noroeste S.A. (ProANoSA).

### Cierre
GANASA resultó ser una empresa deficitaria: devoró el escaso margen de beneficio de la CVPSA. En 1978 falleció el fundador de la Panificadora, Antonio Valcarce. En 1979 quebró GANASA y los acreedores recibieron en propiedad el edificio de Falperra, que al mismo tiempo era parte del capital de CVPSA. También en 1979 Pescanova dejó de ser cliente de la Panificadora. Finalmente, en 1980, la CVPSA quebró, y su capital, fundamentalmente el inmueble, entró en concurso de acreedores.

## La Panificadora en la actualidad
En la actualidad la propiedad de la Panificadora se encuentra repartida entre dos empresas inmobiliarias, INVOGA y Promociones Montelouro S.A., y la CVPSA. Desde 1988 estas promotoras acordaron un convenio con el Ayuntamiento de Vigo para la demolición y reedificación, pero este convenio, integrado en el PEPRI, no pudo ser ejecutado por cuestiones legales.
Mientras la Panificadora está sufriendo un proceso de ruina, con expolios e incendios incluidos, tan solo los bajos comerciales de la calle Falperra mantienen un cierto nivel de uso.
Por otra parte, la ruina no está impidiendo su creciente reconocimiento como testigo de la industrialización y símbolo de la ciudad viguesa. La parcela de la Panificadora fue promovida por el Colegio Oficial de Arquitectos de Galicia como Bien de Interés Cultural, catalogado por la fundación DoCoMoMo (Documentación y conservación del Movimiento Moderno en España y Portugal) y parcialmente integrado en el Conjunto Histórico Artístico del Vigo viejo. Además, la arquitectura, historia e imagen de la Panificadora ha sido objeto de multitud de documentales, reportajes televisivos, una novela (Panificadora, de Xosé Cid Cabido), artículos de prensa e iconografías, siempre en muy estrecha relación con la identidad viguesa. El inmueble está incluido actualmente en la lista roja de patrimonio en peligro elaborada por la asociación sin ánimo de lucro Hispania Nostra.